# Eva Hesse
Eva Hesse (Hamburg, 1936. január 11. – New York, 1970. május 29.) német születésű amerikai szobrász, akinek a process artban jelentős szerepe volt.

## Művészete
- Ő volt az első olyan művész, aki – jellegzetesen női stratégiát követve – a minimalizmus nagyon racionális, férfias jellegű, heroikus művészetét oldottabb irányba vitte el („excentrikus absztrakció" – Lippard). Megőrizte a minimalizmus, tiszta elemekből épülő, rácsszerű tiszta struktúráját; – de ezt excentrikusan helyezte el. legtöbbször nyúlékony, hajlékony anyagokat használ, amelyeket pszichikai, vagy erotikus tartalmakkal lát el. A minimalista értékrendek egy emberibb viszonylatba kerülnek, mivel intuíció és humor lett beléjük vezetve.

Egyfajta narratív absztrakció jelenik meg, személyes és önfeltáró jelleggel. A művek gyakran intim testrészek álomképének tűnnek. Művei nem egységesek, vállalja a változatossággal járó rizikót.
- Jellemző, hogy műveit általában felfüggeszti. Mindig a gravitáció nyomása alatt láthatók tárgyai. Sokszor intim testrészletekre utalnak. Sokszor használ spárgákat, drótokat, – gyakran anyatejre, köldökzsinórra, spermiumra utalnak, stb. Művei erotikus önfelismeréssel kapcsolatos asszociációkat keltenek. A földre rakás gesztusa – melyet oly gyakran alkalmaz – a női kiszolgáltatottságra utal.

A múlékony anyagok használata az emberi életre vonatkoztatottan jelennek meg művészetében (romantikus felfogás). Az „implide-body" kategóriája  elrejtett testet jelent. Ebben az esetben a művész olyan tárgyakkal, anyagokkal dolgozik, melyek erősen az emberi test múlékonyságát, romlandóságát idézik fel. Tehát a test asszociációját felkeltő tárgyak a művész hiányzó testét idézik meg azáltal, hogy egy rendkívül erős anyagisággal, érzékiséggel vannak jelen a műben. A hiányzó- és jelenlévő kategóriája. Mindezek kezdetei Hesse-hez nyúlnak vissza. 
Tehát ő volt az, aki legelőször alkalmazott jellegzetesen feminin technikákat (organikus, képlékeny anyagok, – valamint horgolás, szövés, stb.) Ezek a technikák rendkívüli kézügyességet, koncentrációt, fizikai munkát igényelnek. Ezidáig „lenézett" munkáknak tekintették ezeket a művészet szempontjából. A nyugati kultúra csak mint iparművészet volt hajlandó elfogadni őket. Hesse intenzíven használja ezeket mintegy szolidaritást vállalva, az ilyen munkát végző nőtársaival.
Az emlékezésnek, a szexualitásnak, az intuíciónak és a humornak eszközeit alkalmazta az anyagi folyamatok interakciói révén. Ezért alkalmazott kötelet, spárgát, üvegszálat, gumit, szintetikus műanyagokat, stb. – az emberi testre vonatkoztatva.

## Művei
- Rétegek: Gumi és fém az alapanyaga a szobornak. A megereszkedett gumi rosszul borotvált emberi testre emlékeztet. Megidéz egyfajta gyermeki állapotot a szexualitás felfedezésében.
- Papír szobor: Carl André nagy rézlapjainak felpuhítását mutatják ezek a papír dolgok.
- Ritmikus rendezetlenség: Monokróm triptichonszerű forma jelenik meg. Mintha az ecsetvonások leváltak volna a kép síkjától – úgy vonulnak a fémhuzalok a térben. Ez a szobor a szobrászat és a festészet közötti átmenetet testesíti meg.
- Rács: Játékos utalásokként is felfogható az alkotás Newman festészetére vonatkoztatva. Minimalista rács és ezen egy teljesen véletlenszerű forma gomolygást lehet látni.
- Right after: Pollock-i ecsetszövedék lóg a térben.
- Gumiba áztatott gézek: Transzparencia.

## Külső hivatkozások
- Eva Hesse: Random Notes by Leslie Dick